# Сенмонором
Сенмонором (кхмер. ក្រុងសែនមនោរម្យ, англ. Saen Monourom або англ. Senmonorom) — місто у Камбоджі, адміністративний центр провінції Мондолькірі.

## Географія
Сенмонором розташований на сході країни неподалік в'єтнамського кордону.

### Клімат
Місто знаходиться у зоні, котра характеризується кліматом тропічних саван. Найтепліший місяць — квітень із середньою температурою 25.2 °C (77.4 °F). Найхолодніший місяць — січень, із середньою температурою 20.5 °С (68.9 °F).
| Клімат Сенмонорома      | Клімат Сенмонорома | Клімат Сенмонорома | Клімат Сенмонорома | Клімат Сенмонорома | Клімат Сенмонорома | Клімат Сенмонорома | Клімат Сенмонорома | Клімат Сенмонорома | Клімат Сенмонорома | Клімат Сенмонорома | Клімат Сенмонорома | Клімат Сенмонорома | Клімат Сенмонорома |
| Показник                | Січ.               | Лют.               | Бер.               | Квіт.              | Трав.              | Черв.              | Лип.               | Серп.              | Вер.               | Жовт.              | Лист.              | Груд.              | Рік                |
| Середня температура, °C | 20,5               | 22                 | 23,6               | 25,2               | 24,6               | 23,7               | 23,1               | 23                 | 22,9               | 22,5               | 21,4               | 20,6               | 22,8               |
| Норма опадів, мм        | 8.1                | 8.1                | 28.4               | 82.1               | 200                | 235.5              | 260.1              | 291.7              | 276.2              | 221.4              | 113.7              | 36.9               | 1762.2             |
| Днів з опадами          | 5                  | 4                  | 5,1                | 8,8                | 16,3               | 19,7               | 20,7               | 22,5               | 20,8               | 18,3               | 10,5               | 7,5                | 159,2              |
| Вологість повітря, %    | 70.9               | 66.8               | 65.7               | 68.3               | 75.6               | 78.1               | 78.3               | 77.6               | 81.1               | 81.8               | 79.5               | 75.7               | 75                 |
| ----------------------- | ------------------ | ------------------ | ------------------ | ------------------ | ------------------ | ------------------ | ------------------ | ------------------ | ------------------ | ------------------ | ------------------ | ------------------ | ------------------ |
| Джерело: Weatherbase    |                    |                    |                    |                    |                    |                    |                    |                    |                    |                    |                    |                    |                    |